# It's No Good
«It's No Good» és el trenta-dosè senzill de la banda musical Depeche Mode i segon de l'àlbum Ultra. Fou llançada el 31 de març del 1997. La cançó es va mantenir en climes synthpop, dance alternatiu i rock alternatiu (Dave Gahan canta el cor a l'estil de hip-hop).
Es tracta d'una diatriba sobre les insatisfaccions en relació de parella, i encara que sembli una cançó de reclam a la parella, en realitat és una sentència d'amor posterior als problemes, quan els dos membres han de donar-se un temps i assumir el paper que sempre els correspondrà. La musicalització està basada en una melodia força dramàtica i un punt tètrica que el converteix en un tema fosc, mentre que la lletra està plena d'altivesa i supèrbia.
La cara-B és una cançó instrumental titulada «Slowblow», amb un ritme lent i trist. El videoclip del senzill fou dirigit novament per Anton Corbijn. Posteriorment fou inclòs en les recopilacions de vídeos The Videos 86−98 (1998) i The Best of Depeche Mode Volume 1 (2006). Addicionalment també van filmar un videoclip alternatiu que es projectava durant la gira "Exciter Tour" (2011). La remescla "Hardfloor Mix" de la cançó va aparèixer breument en el capítol "The One with Joey's Dirty Day" de la sèrie de televisió Friends. Les bandes Chevelle i Dreaming van versionar la cançó pels respectius àlbums Wonder What's Next Deluxe Version (2002) i Puppet (2011).

## Llista de cançons
7": Reprise 17390-7 (Estats Units)
1. "It's No Good" − 5:59
2. "Slowblow" − 5:27

12": Mute/12Bong26 (Regne Unit)
1. "It's No Good" (Hardfloor Mix) − 6:41
2. "It's No Good" (Speedy J Mix) − 5:00
3. "It's No Good" (Motor Bass Mix) − 3:53
4. "It's No Good" (Andrea Parker Mix) − 6:12
5. "It's No Good" (Bass Bounce Mix) − 7:15

12": Reprise 43845-0 (Estats Units)
1. "It's No Good" (Hardfloor Mix) − 6:41
2. "It's No Good" (Bass Bounce Mix) − 7:15
3. "It's No Good" (Speedy J Mix) − 5:00
4. "Slowblow" (Darren Price Mix) − 6:27

Casset: Mute/CBong26 (Regne Unit)
1. "It's No Good" − 5:59
2. "Slowblow" − 5:27

Casset: Reprise 17390-4 (Estats Units)
1. "It's No Good" − 5:59
2. "It's No Good" (Motor Bass Mix) − 3:53
3. "Slowblow" (Darren Price Mix) − 6:27

CD: Mute/CDBong26 (Regne Unit)
1. "It's No Good" − 5:59
2. "Slowblow" (Darren Price Mix) − 6:27
3. "It's No Good" (Bass Bounce Mix) − 7:15
4. "It's No Good" (Speedy J Mix) − 5:00

CD: Reprise 17390-2 (Estats Units)
1. "It's No Good" − 5:59
2. "Slowblow" (Darren Price Mix) − 6:27
3. "It's No Good" (Bass Bounce Mix) − 7:15

CD: Mute/LCDBong26 (Regne Unit)
1. "It's No Good" (Hardfloor Mix) − 6:41
2. "Slowblow" − 5:27
3. "It's No Good" (Andrea Parker Mix) − 6:12
4. "It's No Good" (Motor Bass Mix) − 3:53

CD: Reprise 43845-2 (Estats Units)
1. "It's No Good" − 5:59
2. "It's No Good" (Hardfloor Mix) − 6:41
3. "Slowblow" − 5:27
4. "It's No Good" (Speedy J Mix) − 5:00
5. "It's No Good" (Bass Bounce Mix) − 7:15

CD: Mute/CDBong26X (Regne Unit, 2004) i Reprise CDBONG26/R2-78894B (Estats Units, 2004)
1. "It's No Good" − 5:59
2. "Slowblow" − 5:27
3. "It's No Good" (Bass Bounce Mix) − 7:15
4. "It's No Good" (Speedy J Mix) − 5:00
5. "It's No Good" (Hardfloor Mix) − 6:41
6. "Slowblow" (Darren Price Mix) − 6:27
7. "It's No Good" (Andrea Parker Mix) − 6:12
8. "It's No Good" (Motor Bass Mix) − 3:53

- La versió Bass Bounce Mix de «It's No Good» fou remesclada per Dom T.
- La versió Motor Bass Mix de «It's No Good» fou remesclada per Philippe Zdar i Étienne de Crécy.